# منتخب إسبانيا لكرة اليد للسيدات

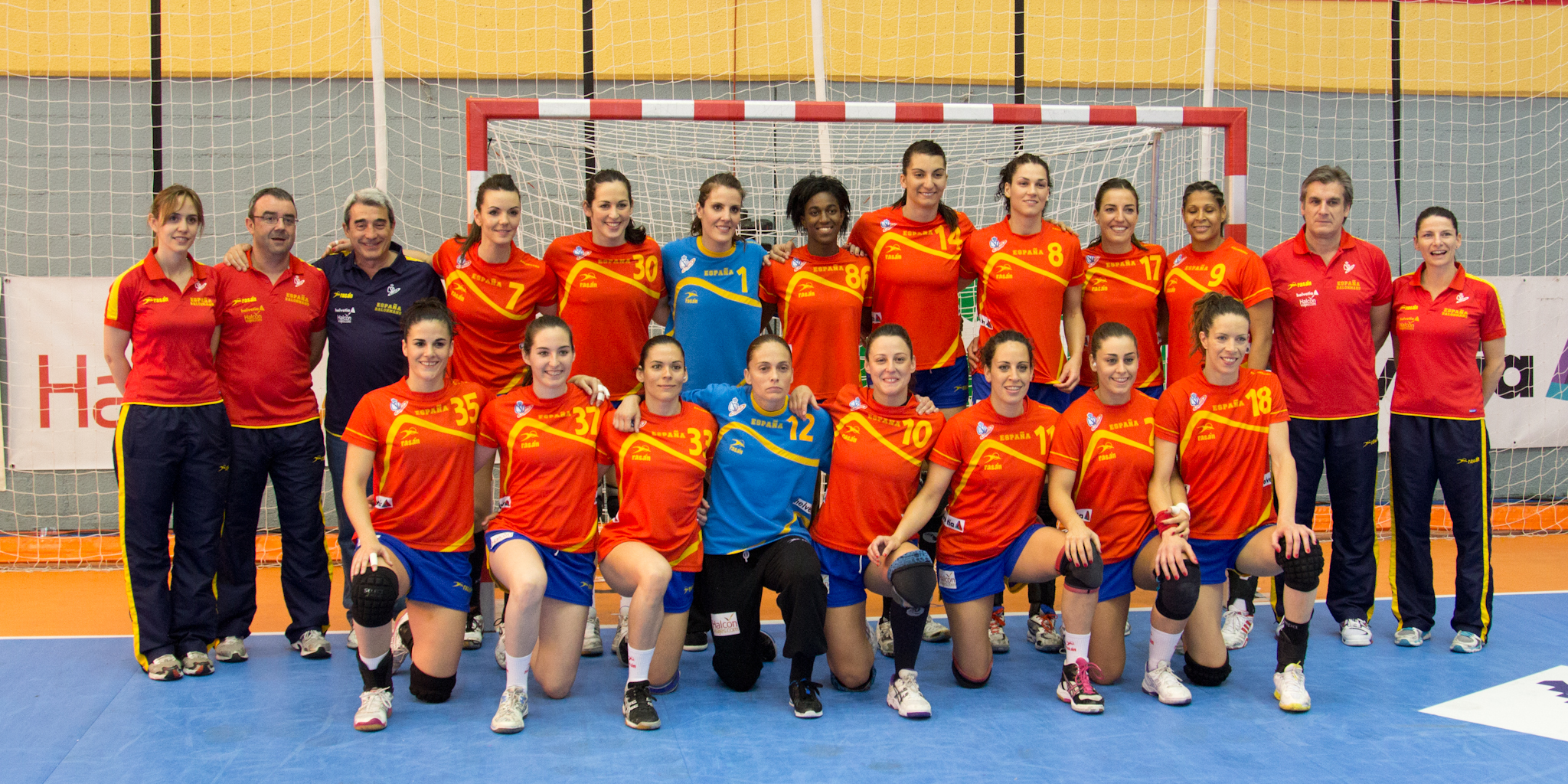
منتخب إسبانيا لكرة اليد للسيدات

منتخب إسبانيا لكرة اليد للسيدات هو ممثل إسبانيا الرسمي في رياضة كرة اليد للسيدات.

## سجل المشاركات

### الألعاب الأولمبية الصيفية
| - 1976 - 1988: لم يتأهل - 1992: المرتبة 7 - 1996: لم يتأهل - 2000: لم يتأهل | - 2004: المرتبة 6 - 2008: لم يتأهل - 2012: ميدالية برونزية |

### بطولة العالم لكرة اليد للسيدات
| - 1957 - 1990: لم يتأهل - 1993: المرتبة 15 - 1995: لم يتأهل - 1997: لم يتأهل - 1999: لم يتأهل - 2001: المرتبة 10 | - 2003: المرتبة 5 - 2005: لم يتأهل - 2007: المرتبة 10 - 2009: المرتبة 4 - 2011: المرتبة الثالثة |

### بطولة أوروبا لكرة اليد للسيدات
| - 1994: لم يتأهل - 1996: لم يتأهل - 1998: المرتبة 12 - 2000: لم يتأهل - 2002: المرتبة 13 | - 2004: المرتبة 8 - 2006: المرتبة 9 - 2008: الوصيف - 2010: المرتبة 11 |